# حزب الشعب للإعمار والديمقراطية
حزب الشعب للإعمار والديمقراطية هو حزب سياسي في جمهورية الكونغو الديمقراطية. تأسس الحزب في عام 2002 بواسطة جوزيف كابيلا. أمين عام الحزب هو فتل كمرهي.
في الانتخابات الرئاسية لعام 2006، فاز مرشح الحزب، جوسيف كابيلا، بحصوله على 9436779 صوت (58.05%). في الانتخابات البرلمانية لعام 2006 حصل الحزب على 111 مقعد.